# Conor Niland
Conor Niland (Birmingham, 19 de Setembro de 1981) é um tenista profissional irlandês, seu melhor ranking de simples de N. 165, em 2010. Niland, representa a Equipe Irlandesa de Copa Davis.

## Titulos Simples
| Legenda (Simples)      |
| Grand Slam (0)         |
| Tennis Masters Cup (0) |
| ATP Masters Series (0) |
| ATP Tour (0)           |
| Challengers (2)        |
| Futures (5)            |

| N. | Data            | Torneio            | Piso        | Oponente na final | Placar           |
| 1. | 7 Agosto 2006   | Wrexham, GB F12    | Duro        | Riccardo Ghedin   | 6–4, 2–6, 6–3    |
| 2. | 19 Março 2007   | Vrsar, F4          | Saibro      | Kornel Bardoczky  | 6–4, 6–4         |
| 3. | 28 Abril 2008   | Bournemouth, GB F7 | Saibro (I)  | Pierre Metenier   | 7–5, 6–0         |
| 4. | 23 Junho 2008   | Limerick F2        | Carpete (I) | Harsh Mankad      | 6–3, 6–4         |
| 5. | 4 Agosto 2008   | Nova Delhi III     | Duro        | Tomas Cakl        | 6–4, 6–4         |
| 6. | 9 Novembro 2009 | Florida F28        | Saibro      | James Lemke       | 3-6, 6-4, 6–0    |
| 7. | 8 Maio 2010     | Ramat HaSharon     | Duro        | Thiago Alves      | 5-7, 7-6(5), 6-3 |